# 님루즈주
님루즈주(Nīmrūz Velāyat, 파슈토어: د نيمروز ولايت, 다리어: ولایت نیمروز)는 아프가니스탄의 남서부에 있는 주이다. 파라 주, 헬만드주, 파키스탄의 발루치스탄 주 및 이란의 시스탄오발루체스탄 주와 접하고 있다. 인구 약 150,000명(2004년), 주도는 자란지(Zaranji)이다. 대부분의 주민이 파슈툰족이나, 일부 발루치족도 거주한다.

## 같이 보기
- 아프가니스탄의 주